# Torneo de Cleveland 2024
El Tennis in Cleveland 2024 fue un torneo profesional de tenis que se jugó en canchas duras. Fue la 4ª edición del torneo, y formó parte de los torneos WTA 250 del 2024. Tendrá lugar en Cleveland, Estados Unidos entre el 20 de agosto y el 26 de agosto de 2024.

## Cabezas de serie

### Individuales femenino
| Tenista             | Ranking | Preclasificada |
| Beatriz Haddad Maia | 22      | 1              |
| Leylah Fernandez    | 26      | 2              |
| Kateřina Siniaková  | 38      | 3              |
| Wang Xinyu          | 41      | 4              |
| Anastasia Potapova  | 44      | 5              |
| Peyton Stearns      | 46      | 6              |
| Viktoriya Tomova    | 52      | 7              |
| Sofia Kenin         | 56      | 8              |

- Ranking del 12 de agosto de 2024.

### Dobles femenino
| Tenista                  | Ranking | Preclasificadas |
| Chan Hao-ching Miyu Kato | 55      | 1               |
| Cristina Bucșa Xu Yifan  | 70      | 2               |
| Shuko Aoyama Eri Hozumi  | 96      | 3               |
| Wang Xinyu Zheng Saisai  | 102     | 4               |

## Campeonas

### Individual femenino
McCartney Kessler venció a  Beatriz Haddad Maia por 1-6, 6-1, 7-5

### Dobles femenino
' Cristina Bucșa /  Xu Yifan vencieron a  Shuko Aoyama /  Eri Hozumi por 3-6, 6-3, [10-6]